# Festival de la Canción de Eurovisión 2022
La LXVI edición del Festival de la Canción de Eurovisión se celebró en el Pala Alpitour de Turín, Italia, el 10, 12 y 14 de mayo de 2022, tras la victoria de la banda de rock Måneskin en la edición de 2021 en Róterdam (Países Bajos), con la canción «Zitti e buoni», que llevó al país transalpino con 524 puntos a organizar esta edición. Fue el tercer certamen referente a Eurovisión que se celebró en Italia, después de los festivales realizados en 1965 y 1991. Finalmente ganó Ucrania, en segunda posición quedó Reino Unido, seguido de España, que quedó en tercera posición, logrando el mejor puesto de los últimos 27 años. También se superó el récord de puntos recibidos por España hasta la fecha, 125, cifra que se consiguió en 1973, incluso después de varios cambios en el sistema de puntuación y el aumento del número de países, con una mayor cantidad de puntos a repartir.

## Organización

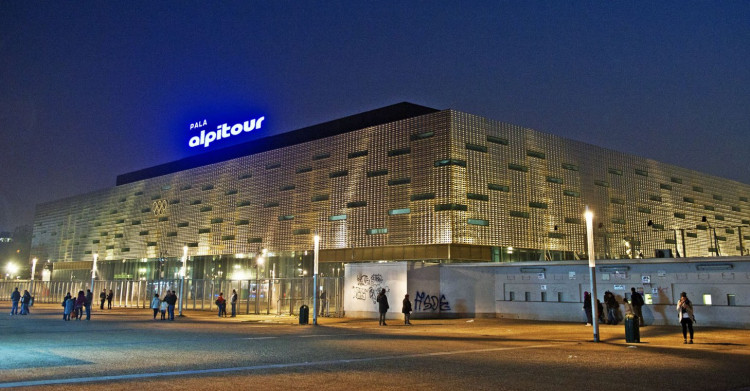
Pala Alpitour, sede de Eurovision 2022

El supervisor ejecutivo del Festival de la Canción de Eurovisión, Martin Österdahl, entregó en la rueda de prensa del ganador de la edición de 2021 un "kit de herramientas (compuesto de una carpeta y una unidad USB) para comenzar el trabajo necesario para albergar el festival". También dijo que las reuniones con la televisión anfitriona comenzarían en junio de 2021.

### Sede del festival
Tras obtener Italia la victoria, y ganarse el derecho de organizar la siguiente edición del festival, los alcaldes de las ciudades italianas de Bolonia, Milán, Pésaro, Nápoles y Turín manifestaron el 23 de mayo de 2021 su interés por albergar el concurso.
Ese mismo día, el alcalde de Reggio Emilia, Luca Vecchi, expresó su interés en albergar el concurso en el RCF Arena, el estadio al aire libre más grande de Europa con una capacidad de 100.000 espectadores. También la alcaldesa de Roma, Virginia Raggi, expresó interés en albergar el concurso.

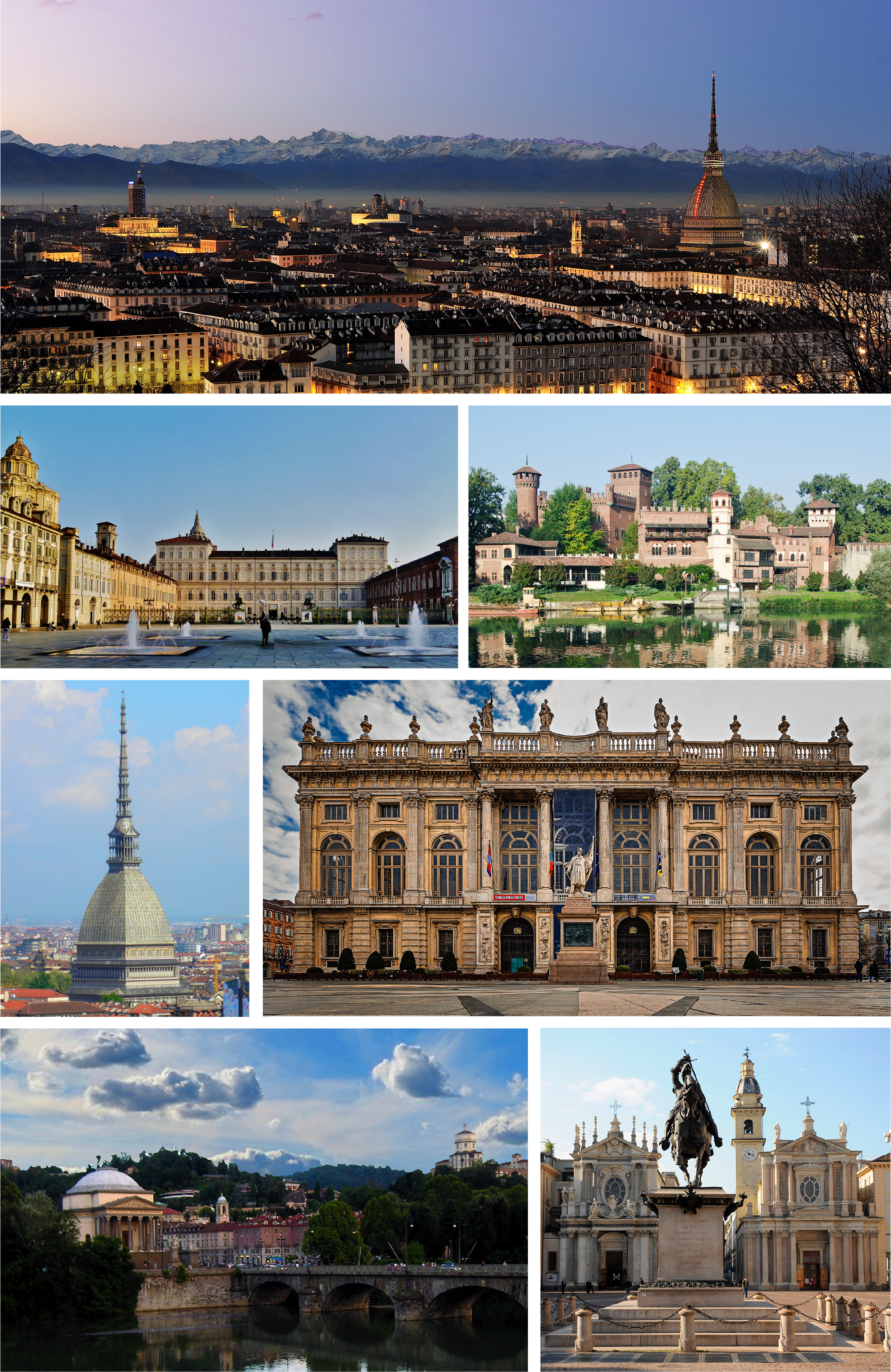
La ciudad elegida fue Turín, en el norte de Italia

Un día más tarde, más alcaldes y representantes gubernamentales manifestaron su deseo de acoger el festival. El alcalde de Rímini expresó su interés en celebrar el concurso, proponiendo la Fiera di Rimini como sede. También, el alcalde de Florencia, Dario Nardella, y las ciudades de San Remo y Verona expresaron interés en albergar el evento.
El 7 de julio de 2021, la emisora anfitriona italiana RAI y la UER lanzaron el proceso de licitación y publicaron una lista de criterios y requisitos para la ciudad anfitriona y el lugar:
- El lugar debe estar disponible durante al menos 6 semanas antes del concurso y una semana después de la conclusión del concurso;
- El lugar debe ser interior con aire acondicionado, tener un perímetro bien definido y una capacidad de audiencia en la sala principal de alrededor de 8.000 - 10.000 durante el evento;
- El lugar debe tener una sala principal con capacidad para albergar el set y todos los demás requisitos necesarios para producir una producción de transmisión de alto nivel y tener un espacio amplio con fácil acceso a la sala principal para apoyar las necesidades de producción adicionales, tales como: un centro de prensa, espacios de delegación, camerinos, instalaciones para artistas, instalaciones para el personal, hospitalidad, instalaciones para la audiencia, etc.;
- La ciudad anfitriona debe tener un aeropuerto internacional a no más de 90 minutos de la ciudad;
- La ciudad sede debe tener más de 2.000 habitaciones de hotel en el área cercana al evento.

En la primera fase de este proceso, las ciudades deben postularse formalmente para licitar. Las ciudades interesadas deben presentar su oferta en un libro de ofertas y enviarlo a la RAI antes del 12 de julio de 2021. La RAI y la UER revisarán todos los libros de ofertas durante el verano y, a partir de ellos, elegirán la ciudad sede del concurso de 2022. 
El 9 de julio de 2021, la ciudad de Turín anunció oficialmente que se presentaba. Ese mismo día, la ciudad de Pesaro hizo lo propio, proponiendo el Vitrifrigo Arena como posible lugar para albergar el evento. Les siguieron Bolonia y Jesolo el 12 de julio, y Rimini y Bertinoro (junto con Forlì y Cesena) el 13 de julio. El 13 de julio de 2021, la RAI anunció que 17 ciudades habían presentado su oferta para albergar el concurso y que al día siguiente se les entregarían los libros de ofertas. Tenían hasta el 4 de agosto de 2021 para redactar y presentar sus planes detallados, lo que hicieron 11 ciudades.
El 24 de agosto de 2021, se anunció que Bolonia, Milán, Pesaro, Rimini y Turín serían las ciudades que seguían en la carrera para albergar el concurso. La elección entre ellos en principio iba a ser anunciada a finales de agosto; sin embargo, esto no sucedió, ya mediados de septiembre Stefano Coletta, director de Rai 1, declaró que la selección se retrasó un tiempo para garantizar la «transparencia y precisión».  El 8 de octubre de 2021, la UER y la RAI anunciaron a Turín como la ciudad anfitriona, con el Pala Alpitour como el lugar elegido para el festival.

#### Candidaturas oficiales
Ciudades finalistas      Ciudad sede      Ciudad eliminada en primera fase
| Ciudad            | Recinto                                     | Capacidad | Notas | Ref.          |
| ----------------- | ------------------------------------------- | --------- | --- | ------------- |
| Acireale          | Palatupparello                              | 8.000     | | [ 12 ]        |
| Alessandria       | Cittadella                                  |           | La propuesta dependía de la construcción de un techo para cubrir el estadio. Hubiera necesitado reformas. | [ 12 ]        |
| Bertinoro         | PalaGalassi                                 | 5.600     | Fue sede de la Supercopa de baloncesto de Italia de 2013 y 2017. Candidatura apoyada por Forlì, Cesena y la Asamblea Legislativa de Emilia-Romagna. |               |
| Bolonia           | Unipol Arena                                | 20.000    | Fue sede de la Final Four de la Euroliga de 2002, la Copa de Italia de baloncesto de 2007, 2008 y 2009, la Supercopa de Italia de baloncesto de 2021 y la gran final del Zecchino d'Oro de 2019. | [ 13 ]        |
| Bolonia           | Feria de Bolonia                            | 10.000    | Anualmente acoge más de 75 ferias comerciales. |               |
| Emilia-Romaña     | PalaGalassi                                 | 9.000     | Candidatura trilateral formada por las ciudades de Forlì, Bertinoro y Cesena. Según la candidatura se presentan en nombre de toda la Romaña | [ 12 ] [ 14 ] |
| Florencia         | Nelson Mandela Forum                        | 8.000     | Fue sede de la Copa Italiana de Baloncesto 2018 y 2019 y del Campeonato Mundial Masculino de Voleibol FIVB 2018. Candidatura apoyada por el Consejo Regional de la Toscana. | [ 12 ]        |
| Genova            | Palasport di Genova                         |           | Fue sede del Campeonato de Europa de Atletismo en pista cubierta de 1992 y de la Supercopa italiana de baloncesto de 2001 y 2002. Está en proceso de remodelación. | [ 12 ]        |
| Jesolo            | Palazzo del Turismo                         |           | Fue sede de la gran final de Miss Italia; no cumplía con los requisitos de capacidad de la UER. |               |
| Jesolo            | Piave Vecchia Lighthouse                    | 4.000     | La propuesta dependía de la construcción de un techo para cubrir el estadio. | [ 15 ]        |
| Matera            | Cava del Sole                               |           | La propuesta dependía de la construcción de un techo para cubrir el estadio. | [ 12 ]        |
| Milán             | Mediolanum Forum                            | 12.000    | Fue sede de los MTV Europe Music Awards de 1998 y 2015, la Final Four de la Euroliga de 2014, el Campeonato Mundial de Voleibol Femenino FIVB 2014, la Copa Italiana de Baloncesto 2013, 2014 y 2016, la Supercopa Italiana de Baloncesto 2016, el Campeonato Mundial Masculino de Voleibol FIVB 2018 y en2021 Copa de baloncesto de Italia. Albergará el EuroBasket 2022 y los Juegos Olímpicos de Invierno de 2026. | [ 12 ]        |
| Milán             | Palazzo delle Scintille                     | 14.000    | Habría necesitado trabajos de remodelación. |               |
| Palazzolo Acreide | Se hubiera construido un recinto específico |           | Habría necesitado la cooperación de otros municipios de Siracusa. | [ 12 ]        |
| Pesaro            | Vitrifrigo Arena                            | 13.000    | Alberga el Festival de Ópera Rossini; fue sede de la Copa del Mundo de la FIG de 2017, el Campeonato del Mundo de Gimnasia Rítmica de 2017 y la Copa de Baloncesto de Italia de 2020; volverá a albergar este torneo en 2022. | [ 16 ]        |
| Roma              | Palalottomatica                             | 11.000    | Fue sede de los torneos olímpicos de baloncesto de 1960, el Campeonato Mundial de Voleibol Femenino FIVB 2014 y el sorteo final de la Copa Mundial de la FIFA 1990. | [ 12 ]        |
| Roma              | Fiera di Roma                               |           | Anualmente organiza varias ferias comerciales; no cumplía con los requisitos de espectadores de la UER. |               |
| Rimini            | Feria de Rimini                             | 10.000    | Es la sede del Rimini Meeting, RiminiWellness y Sigep; fue sede de la Liga de Naciones de Voleibol Masculino FIVB 2021. Candidatura apoyada por la Asamblea Legislativa de Emilia-Romagna. | [ 17 ]        |
| San Remo          | Mercato dei Fiori                           | 2.000     | Acogió el Festival de San Remo 1990 | [ 12 ]        |
| Trieste           | PalaTrieste                                 | 6.900     | No cumplía con los requisitos de espectadores de la EBU |               |
| Trieste           | Stadio Nereo Rocco                          | 24.500    | Fue sede del Campeonato de Europa Sub-21 de la UEFA de 2019; la propuesta dependía de la construcción de un techo para cubrir el estadio. | [ 12 ]        |
| Turín             | Pala Alpitour                               | 18.000    | Fue sede los eventos de hockey sobre hielo en los Juegos Olímpicos de Invierno de 2006 y la ceremonia de apertura de la Universiada de Invierno de 2007; de 2021 a 2025 será la sede de las Finales ATP de tenis. Candidatura apoyada por el Ayuntamiento de Turín y el Consejo Regional de Piamonte. | [ 16 ] [ 11 ] |
| Viterbo           | Fiera di Viterbo                            |           | No cumplía con los requisitos de espectadores de la EBU; habría necesitado obras de renovación. | [ 12 ]        |

### Fechas
El 8 de octubre de 2021, en el mismo anuncio en el que se confirmó que Turín sería la ciudad sede, se desvelaron las fechas de las semifinales, que se fijaron para el 10 y el 12 de mayo de 2022, y la de la final, que sería el 14 de mayo.

### Identidad visual
El 27 de noviembre de 2021 se reveló que el diseño del escenario fue un encargo de la escenógrafa italiana Francesca Montinaro y su atelier, responsable anteriormente, entre otros trabajos, de la escenografía del Festival de la Canción de San Remo en 2013 y 2019. Será la primera vez desde la edición de 2016 en Estocolmo que el diseño del escenario lo realice un equipo del país anfitrión.
El logotipo y el lema para el certamen, "The sound of beauty", fueron desvelados el 21 de enero de 2022. La obra fue construida alrededor de la estructura y los patrones simétricos de la cimática para transmitir las propiedades visuales de sonido, los cuales también plasman el diseño del jardín italiano, mientras que la tipografía fue inspirada por el cartel italiano de principios del siglo XX y los colores fueron sacados de los de la bandera italiana.

### Producción
El 26 de abril de 2022 se anunció que RAI retransmitirá las tres galas en 4K, lo que supondría la primera vez en la historia del Festival que se retransmita en esta calidad. Sin embargo, esta señal 4K es la misma señal del canal HD pero reescalada, lo que hará difícil apreciar la mejora de calidad. Esto se debe a que RAI no está equipada para retransmisiones en Ultra HD de creación propia. El Festival se seguirá emitiendo también, como en los años anteriores, con una señal HD.

## Países participantes
El 20 de octubre de 2021, la UER anunció que 41 serían los países que participarían en el concurso, con los retornos de Armenia y Montenegro. Sin embargo, el 25 de febrero de 2022, el número bajó a 40 tras la expulsión de Rusia del concurso por parte de la UER como resultado de la invasión rusa de Ucrania en ese mismo año.

### Canciones y selección
| País y TV               | Título original de la canción      | Artista                       | Proceso y fecha de selección                                                                  |
| País y TV               | Traducción al español              | Idiomas                       | Proceso y fecha de selección                                                                  |
| ----------------------- | ---------------------------------- | ----------------------------- | --------------------------------------------------------------------------------------------- |
| Albania RTSH            | «Sekret»                           | Ronela Hajati                 | Festivali i Këngës 60, 29-12-2021 (Presentación de la versión final, 04-03-2022)              |
| Albania RTSH            | «Secreto»                          | Inglés, español y albanés     | Festivali i Këngës 60, 29-12-2021 (Presentación de la versión final, 04-03-2022)              |
| Alemania NDR            | «Rockstars»                        | Malik Harris                  | Germany 12 Points, 04-03-2022                                                                 |
| Alemania NDR            | «Estrellas del rock»               | Inglés                        | Germany 12 Points, 04-03-2022                                                                 |
| Armenia AMPTV           | «Snap»                             | Rosa Linn                     | Elección interna, 11-03-2022 (Presentación de la canción, 19-03-2022)                         |
| Armenia AMPTV           | «Chasquear»                        | Inglés                        | Elección interna, 11-03-2022 (Presentación de la canción, 19-03-2022)                         |
| Australia SBS           | «Not The Same»                     | Sheldon Riley                 | Australia Decides 2022, 26-02-2022                                                            |
| Australia SBS           | «No soy igual»                     | Inglés                        | Australia Decides 2022, 26-02-2022                                                            |
| Austria ORF             | «Halo»                             | LUM!X feat. Pia Maria         | Elección interna, 08-02-2022 (Presentación de la canción, 11-03-2022)                         |
| Austria ORF             | —                                  | Inglés                        | Elección interna, 08-02-2022 (Presentación de la canción, 11-03-2022)                         |
| Azerbaiyán İTV          | «Fade To Black»                    | Nadir Rüstəmli                | Elección interna, 16-02-2022 (Presentación de la canción, 21-03-2022)                         |
| Azerbaiyán İTV          | «Desvanecerse a negro»             | Inglés                        | Elección interna, 16-02-2022 (Presentación de la canción, 21-03-2022)                         |
| Bélgica RTBF            | «Miss You»                         | Jérémie Makiese               | Elección interna, 15-09-2021 (Presentación de la canción, 10-03-2022)                         |
| Bélgica RTBF            | «Te echo de menos»                 | Inglés                        | Elección interna, 15-09-2021 (Presentación de la canción, 10-03-2022)                         |
| Bulgaria BNT            | «Intention»                        | Intelligent Music Project     | Elección interna, 25-11-2021 (Presentación de la canción, 05-12-2021)                         |
| Bulgaria BNT            | «Intención»                        | Inglés                        | Elección interna, 25-11-2021 (Presentación de la canción, 05-12-2021)                         |
| Chipre CyBC             | «Ela» («Ελα»)                      | Andromache                    | Elección interna, 09-03-2022                                                                  |
| Chipre CyBC             | «Ven»                              | Inglés y griego               | Elección interna, 09-03-2022                                                                  |
| Croacia HRT             | «Guilty Pleasure»                  | Mia Dimšić                    | Dora 2022, 19-02-2022                                                                         |
| Croacia HRT             | «Placer culpable»                  | Inglés y croata               | Dora 2022, 19-02-2022                                                                         |
| Dinamarca DR            | «The Show»                         | Reddi                         | Dansk Melodi Grand Prix 2022, 05-03-2022                                                      |
| Dinamarca DR            | «El espectáculo»                   | Inglés                        | Dansk Melodi Grand Prix 2022, 05-03-2022                                                      |
| Eslovenia RTVSLO        | «Disko»                            | LPS                           | Evrovizijska Melodia, 19-02-2022                                                              |
| Eslovenia RTVSLO        | «Discoteca»                        | Esloveno                      | Evrovizijska Melodia, 19-02-2022                                                              |
| España RTVE             | «SloMo»                            | Chanel                        | Benidorm Fest 2022, 29-01-2022                                                                |
| España RTVE             | «Cámara lenta»                     | Español e Inglés              | Benidorm Fest 2022, 29-01-2022                                                                |
| Estonia ERR             | «Hope»                             | Stefan                        | Eesti Laul 2022, 12-02-2022                                                                   |
| Estonia ERR             | «Espero»                           | Inglés                        | Eesti Laul 2022, 12-02-2022                                                                   |
| Finlandia Yle           | «Jezebel»                          | The Rasmus                    | Uuden Musikiin Kilpailu 2022, 26-02-2022                                                      |
| Finlandia Yle           | «Jezabel»                          | Inglés                        | Uuden Musikiin Kilpailu 2022, 26-02-2022                                                      |
| Francia FTV             | «Fulenn»                           | Alvan & Ahez                  | Eurovision France, c'est vous qui décidez, 05-03-2022                                         |
| Francia FTV             | «Chispa»                           | Bretón                        | Eurovision France, c'est vous qui décidez, 05-03-2022                                         |
| Georgia GPB             | «Lock Me In»                       | Circus Mircus                 | Elección interna, 14-11-2021 (Presentación de la canción, 09-03-2022)                         |
| Georgia GPB             | «Enciérrame»                       | Inglés                        | Elección interna, 14-11-2021 (Presentación de la canción, 09-03-2022)                         |
| Grecia ERT              | «Die Together»                     | Amanda Georgiadi Tenfjord     | Elección interna, 15-12-2021 (Presentación de la canción, 10-03-2022)                         |
| Grecia ERT              | «Morir juntos»                     | Inglés                        | Elección interna, 15-12-2021 (Presentación de la canción, 10-03-2022)                         |
| Irlanda RTÉ             | «That's Rich»                      | Brooke                        | The Late Late Show: Eurosong, 04-02-2022                                                      |
| Irlanda RTÉ             | «Tiene gracia»                     | Inglés                        | The Late Late Show: Eurosong, 04-02-2022                                                      |
| Islandia RÚV            | «Með hækkandi sól»                 | Systur                        | Söngvakeppnin 2022, 12-03-2022                                                                |
| Islandia RÚV            | «Con el sol naciente»              | Islandés                      | Söngvakeppnin 2022, 12-03-2022                                                                |
| Israel IPBC             | «I.M»                              | Michael Ben David             | X Factor, 05-02-2022 (Presentación de la versión final, 14-03-2022)                           |
| Israel IPBC             | «Yo soy»                           | Inglés                        | X Factor, 05-02-2022 (Presentación de la versión final, 14-03-2022)                           |
| Italia RAI              | «Brividi»                          | Mahmood & Blanco              | Festival de la Canción de San Remo 2022, 05-02-2022                                           |
| Italia RAI              | «Escalofríos»                      | Italiano                      | Festival de la Canción de San Remo 2022, 05-02-2022                                           |
| Letonia LTV             | «Eat Your Salad»                   | Citi Zēni                     | Supernova 2022, 12-02-2022                                                                    |
| Letonia LTV             | «Cómete la ensalada»               | Inglés                        | Supernova 2022, 12-02-2022                                                                    |
| Lituania LRT            | «Sentimentai»                      | Monika Liu                    | Pabandom iš naujo 2022,12-02-2022                                                             |
| Lituania LRT            | «Sentimientos»                     | Lituano                       | Pabandom iš naujo 2022,12-02-2022                                                             |
| Macedonia del Norte MRT | «Circles»                          | Andrea                        | Za Evrosong 2022, 04-02-2022 (Presentación de la versión final, 10-03-2022)                   |
| Macedonia del Norte MRT | «Círculos»                         | Inglés                        | Za Evrosong 2022, 04-02-2022 (Presentación de la versión final, 10-03-2022)                   |
| Malta PBS               | «I Am What I Am»                   | Emma Muscat                   | Malta Eurovision Song Contest 2022, 19-02-2022 (Presentación de la nueva canción, 14-03-2022) |
| Malta PBS               | «Soy lo que soy»                   | Inglés                        | Malta Eurovision Song Contest 2022, 19-02-2022 (Presentación de la nueva canción, 14-03-2022) |
| Moldavia TRM            | «Trenulețul»                       | Zdob și Zdub & Frații Advahov | Selecția Națională, 29-01-2022                                                                |
| Moldavia TRM            | «El trenecito»                     | Rumano e inglés               | Selecția Națională, 29-01-2022                                                                |
| Montenegro RTCG         | «Breathe»                          | Vladana                       | Elección Interna, 04-01-2022 (Presentación de la canción, 04-03-2022)                         |
| Montenegro RTCG         | «Respirar»                         | Inglés e italiano             | Elección Interna, 04-01-2022 (Presentación de la canción, 04-03-2022)                         |
| Noruega NRK             | «Give That Wolf A Banana»          | Subwoolfer                    | Melodi Grand Prix 2022, 19-02-2022                                                            |
| Noruega NRK             | «Que le den un plátano a ese lobo» | Inglés                        | Melodi Grand Prix 2022, 19-02-2022                                                            |
| Países Bajos AVROTROS   | «De Diepte»                        | S10                           | Elección interna, 07-12-2021 (Presentación de la canción, 03-03-2022)                         |
| Países Bajos AVROTROS   | «La profundidad»                   | Neerlandés                    | Elección interna, 07-12-2021 (Presentación de la canción, 03-03-2022)                         |
| Polonia TVP             | «River»                            | Ochman                        | Tu bije serce Europy! Wybieramy hity na Eurowizję, 19-02-2022                                 |
| Polonia TVP             | «Río»                              | Inglés                        | Tu bije serce Europy! Wybieramy hity na Eurowizję, 19-02-2022                                 |
| Portugal RTP            | «Saudade, Saudade»                 | Maro                          | Festival da Canção 2022, 12-03-2022                                                           |
| Portugal RTP            | «Nostalgia, nostalgia»             | Inglés y portugués            | Festival da Canção 2022, 12-03-2022                                                           |
| Reino Unido BBC         | «Space Man»                        | Sam Ryder                     | Elección interna, 10-03-2022                                                                  |
| Reino Unido BBC         | «Hombre del espacio»               | Inglés                        | Elección interna, 10-03-2022                                                                  |
| República Checa ČT      | «Lights Off»                       | We Are Domi                   | Eurovision Song CZ 2022, 16-12-2021 (Presentación de la versión final, 14-03-2022)            |
| República Checa ČT      | «Luces apagadas»                   | Inglés                        | Eurovision Song CZ 2022, 16-12-2021 (Presentación de la versión final, 14-03-2022)            |
| Rumania TVR             | «Llámame»                          | WRS                           | Selecția Națională, 05-03-2022                                                                |
| Rumania TVR             | —                                  | Inglés y español              | Selecția Națională, 05-03-2022                                                                |
| San Marino SMRTV        | «Stripper»                         | Achille Lauro                 | Una Voce per San Marino, 19-02-2022                                                           |
| San Marino SMRTV        | «Estríper»                         | Italiano e inglés             | Una Voce per San Marino, 19-02-2022                                                           |
| Serbia RTS              | «In Corpore Sano»                  | Konstrakta                    | Pesma za Evroviziju '22, 05-03-2022                                                           |
| Serbia RTS              | «En un cuerpo sano»                | Serbio y latín                | Pesma za Evroviziju '22, 05-03-2022                                                           |
| Suecia SVT              | «Hold Me Closer»                   | Cornelia Jakobs               | Melodifestivalen 2022, 12-03-2022                                                             |
| Suecia SVT              | «Abrazáme más fuerte»              | Inglés                        | Melodifestivalen 2022, 12-03-2022                                                             |
| Suiza SRG SSR           | «Boys Do Cry»                      | Marius Bear                   | Elección interna, 08-03-2022                                                                  |
| Suiza SRG SSR           | «Los chicos sí lloran»             | Inglés                        | Elección interna, 08-03-2022                                                                  |
| Ucrania UA:PBC          | «Stefania» («Стефанія»)            | Kalush Orchestra              | Vidbir, 12-02-2022 (Elección de la canción definitiva, 22-02-2022)                            |
| Ucrania UA:PBC          | —                                  | Ucraniano                     | Vidbir, 12-02-2022 (Elección de la canción definitiva, 22-02-2022)                            |

### Artistas que regresan
- Stoyan Yankoulov: En 2007 y 2013, Stoyan, uno de los componentes de Intelligent Music Project, representó a Bulgaria junto a Elitsa Todorova.
- Mahmood: El cantante representó a su país en 2019 con el tema «Soldi» quedando en segunda posición.
- Nika Kocharov: En 2016, Nika, uno de los componentes de Circus Mircus, representó a Georgia junto a Young Georgian Lolitaz.
- Zdob și Zdub: El grupo folk moldavo representó a su país en las ediciones de 2005 y 2011.
- Ihor Didenchuk: En 2020 y 2021, Ihor, uno de los componentes de Kalush Orchestra, representó a Ucrania como parte del grupo Go_A.

### Idiomas
Veintiséis canciones fueron interpretadas íntegra o mayoritariamente en inglés. El resto de los países en general lo hizo en su idioma oficial o compartiéndolo con otro. Por primera vez en la historia se utilizó el latín por parte de Serbia, Países Bajos utilizó el neerlandés por primera vez en una canción desde 2010, Lituania tuvo una canción íntegramente en lituano por primera vez desde 1994 (antes de la eliminación de la restricción de idioma en 1999) y Francia utilizó el bretón desde su último uso en 1996. Fue la primera vez en la historia del festival que el francés no estuvo presente en ninguna canción.

### Sorteo de semifinales
El sorteo para determinar la ubicación de los países participantes en cada una de las semifinales se celebró el 25 de enero de 2022 en el Palacio Madama de Turín. Los 36 países semifinalistas se repartieron en 6 bombos, basándose en tendencias históricas en las votaciones de los últimos 15 años. El sorteo también determinó en qué semifinal votará cada uno de los países pertenecientes al Big Five (Alemania, España, Francia, Italia y Reino Unido).
| Bombo 1                                                                     | Bombo 2                                                           | Bombo 3                                                     | Bombo 4                                                      | Bombo 5                                                       | Bombo 6                                                                |
| --------------------------------------------------------------------------- | ----------------------------------------------------------------- | ----------------------------------------------------------- | ------------------------------------------------------------ | ------------------------------------------------------------- | ---------------------------------------------------------------------- |
| - Albania - Croacia - Montenegro - Macedonia del Norte - Serbia - Eslovenia | - Dinamarca - Australia - Finlandia - Islandia - Noruega - Suecia | - Armenia - Azerbaiyán - Georgia - Israel - Rusia - Ucrania | - Chipre - Grecia - Malta - Bulgaria - Portugal - San Marino | - Estonia - Lituania - Letonia - Moldavia - Polonia - Rumanía | - Austria - Bélgica - Suiza - República Checa - Irlanda - Países Bajos |

| 1.ª semifinal 10 de mayo de 2022                                                          | 1.ª semifinal 10 de mayo de 2022                                                   | 2.ª semifinal 12 de mayo de 2022                                                       | 2.ª semifinal 12 de mayo de 2022                                                                        |
| ----------------------------------------------------------------------------------------- | ---------------------------------------------------------------------------------- | -------------------------------------------------------------------------------------- | --- |
| 1ª mitad: Albania Letonia Suiza Eslovenia Bulgaria Moldavia Ucrania Lituania Países Bajos | 2ª mitad: Noruega Rusia Portugal Dinamarca Armenia Austria Croacia Islandia Grecia | 1ª mitad: Australia Georgia Chipre Serbia Finlandia Azerbaiyán San Marino Israel Malta | 2ª mitad: Montenegro Rumanía República Checa Polonia Bélgica Macedonia del Norte Suecia Estonia Irlanda |
| Con derecho a voto: Francia Italia                                                        | Con derecho a voto: Francia Italia                                                 | Con derecho a voto: Reino Unido España Alemania                                        | Con derecho a voto: Reino Unido España Alemania                                                         |

## Festival

### Semifinales

#### Semifinal 1
La primera semifinal del Festival de la Canción de Eurovisión 2022 se celebró el 10 de mayo de 2022, (21:00 horas CEST). Inicialmente, 18 países participarían en este evento. Sin embargo, Rusia fue descalificada del concurso en febrero, después de la invasión rusa de Ucrania de 2022 y el aumento de las protestas de otros países participantes; con lo cual el evento se realizó con 17 países en busca de los 10 pases a la final. Un total de 19 países tuvieron derecho a voto en esta semifinal: los 17 participantes más Francia e Italia, quienes ya se encontraban clasificados directamente a la final.
La votación le otorgó la victoria con 337 puntos a Kalush Orchestra, de Ucrania, con el tema "Stefania". Los representantes ucranianos arrasaron en la votación del televoto, obteniendo 202 puntos, con 12 máximas puntuaciones; y consiguió el tercer lugar del jurado con 135 puntos. La ganadora del jurado, la representante griega Amanda Georgiadi Tenfjord, consiguió el tercer lugar de la semifinal con una sumatoria de 211 puntos. El top 5 fue completado por Países Bajos, Portugal y Armenia.
Los países resaltados obtuvieron la clasificación para la final:
| N.º | País         | Intérprete(s)                 | Canción                   | Lugar | Puntos |
| --- | ------------ | ----------------------------- | ------------------------- | ----- | ------ |
| 01  | Albania      | Ronela Hajati                 | «Sekret»                  | 12    | 58     |
| 02  | Letonia      | Citi Zēni                     | «Eat Your Salad»          | 14    | 55     |
| 03  | Lituania     | Monika Liu                    | «Sentimentai»             | 7     | 159    |
| 04  | Suiza        | Marius Bear                   | «Boys Do Cry»             | 9     | 118    |
| 05  | Eslovenia    | LPS                           | «Disko»                   | 17    | 15     |
| 06  | Ucrania      | Kalush Orchestra              | «Stefania»                | 1     | 337    |
| 07  | Bulgaria     | Intelligent Music Project     | «Intention»               | 16    | 29     |
| 08  | Países Bajos | S10                           | «De Diepte»               | 2     | 221    |
| 09  | Moldavia     | Zdob și Zdub & Frații Advahov | «Trenulețul»              | 8     | 154    |
| 10  | Portugal     | Maro                          | «Saudade, Saudade»        | 4     | 208    |
| 11  | Croacia      | Mia Dimšić                    | «Guilty Pleasure»         | 11    | 75     |
| 12  | Dinamarca    | Reddi                         | «The Show»                | 13    | 55     |
| 13  | Austria      | LUM!X ft. Pia Maria           | «Halo»                    | 15    | 42     |
| 14  | Islandia     | Systur                        | «Með hækkandi sól»        | 10    | 103    |
| 15  | Grecia       | Amanda Georgiadi Tenfjord     | «Die together»            | 3     | 211    |
| 16  | Noruega      | Subwoolfer                    | «Give That Wolf A Banana» | 6     | 177    |
| 17  | Armenia      | Rosa Linn                     | «Snap»                    | 5     | 187    |

##### Desglose semifinal 1
| Pos. | Jurado       | Puntos |
| ---- | ------------ | ------ |
| 1    | Grecia       | 151    |
| 2    | Países Bajos | 142    |
| 3    | Ucrania      | 135    |
| 4    | Portugal     | 121    |
| 5    | Suiza        | 107    |
| 6    | Armenia      | 82     |
| 7    | Noruega      | 73     |
| 8    | Islandia     | 64     |
| 9    | Lituania     | 56     |
| 10   | Croacia      | 42     |
| 11   | Letonia      | 39     |
| 12   | Dinamarca    | 35     |
| 13   | Moldavia     | 19     |
| 14   | Albania      | 12     |
| 15   | Bulgaria     | 11     |
| 16   | Eslovenia    | 7      |
| 17   | Austria      | 6      |

| Pos. | Televoto     | Puntos |
| ---- | ------------ | ------ |
| 1    | Ucrania      | 202    |
| 2    | Moldavia     | 135    |
| 3    | Armenia      | 105    |
| 4    | Noruega      | 104    |
| 5    | Lituania     | 103    |
| 6    | Portugal     | 87     |
| 7    | Países Bajos | 79     |
| 8    | Grecia       | 60     |
| 9    | Albania      | 46     |
| 10   | Islandia     | 39     |
| 11   | Austria      | 36     |
| 12   | Croacia      | 33     |
| 13   | Dinamarca    | 20     |
| 14   | Bulgaria     | 18     |
| 15   | Letonia      | 16     |
| 16   | Suiza        | 11     |
| 17   | Eslovenia    | 8      |

#### Semifinal 2
La segunda semifinal del Festival de la Canción de Eurovisión 2022 se celebró el 12 de mayo de 2022, (21:00 horas CEST). Un total de 21 países tuvieron derecho a voto en esta semifinal: los 18 participantes más Reino Unido, España y Alemania, quienes ya se encontraban clasificados directamente a la final.
Suecia logró la victoria en esta semifinal con la cantante Cornelia Jakobs y la canción "Hold Me Closer", tras arrasar tanto en la votación del jurado con en el televoto. Obtuvo 222 puntos del jurado, con 16 máximas puntuaciones; y 174 puntos del televoto, empatando con Serbia. En segundo lugar se posicionó Australia con Sheldon Riley. El podio lo completó Konstrakta, representante de Serbia, con "In Corpore Sano". El top 5 fue completado por República Checa y Estonia.
Los países resaltados obtuvieron la clasificación para la final:
| N.º | País                | Intérprete(s)     | Canción           | Lugar | Puntos |
| --- | ------------------- | ----------------- | ----------------- | ----- | ------ |
| 01  | Finlandia           | The Rasmus        | «Jezebel»         | 7     | 162    |
| 02  | Israel              | Michael Ben David | «I.M»             | 13    | 61     |
| 03  | Serbia              | Konstrakta        | «In Corpore Sano» | 3     | 237    |
| 04  | Azerbaiyán          | Nadir Rüstəmli    | «Fade To Black»   | 10    | 96     |
| 05  | Georgia             | Circus Mircus     | «Lock Me In»      | 18    | 22     |
| 06  | Malta               | Emma Muscat       | «I Am What I Am»  | 16    | 47     |
| 07  | San Marino          | Achille Lauro     | «Stripper»        | 14    | 50     |
| 08  | Australia           | Sheldon Riley     | «Not the Same»    | 2     | 243    |
| 09  | Chipre              | Andromache        | «Ela»             | 12    | 63     |
| 10  | Irlanda             | Brooke            | «That's Rich»     | 15    | 47     |
| 11  | Macedonia del Norte | Andrea            | «Circles»         | 11    | 76     |
| 12  | Estonia             | Stefan            | «Hope»            | 5     | 209    |
| 13  | Rumania             | WRS               | «Llámame»         | 9     | 118    |
| 14  | Polonia             | Ochman            | «River»           | 6     | 198    |
| 15  | Montenegro          | Vladana           | «Breathe»         | 17    | 33     |
| 16  | Bélgica             | Jérémie Makiese   | «Miss You»        | 8     | 151    |
| 17  | Suecia              | Cornelia Jakobs   | «Hold Me Closer»  | 1     | 396    |
| 18  | República Checa     | We Are Domi       | «Lights Off»      | 4     | 227    |

##### Desglose semifinal 2
| Pos. | Jurado              | Puntos |
| ---- | ------------------- | ------ |
| 1    | Suecia              | 222    |
| 2    | Australia           | 169    |
| 3    | Estonia             | 113    |
| 4    | Bélgica             | 105    |
| 5    | República Checa     | 102    |
| 6    | Azerbaiyán          | 96     |
| 7    | Polonia             | 84     |
| 8    | Serbia              | 63     |
| 8    | Finlandia           | 63     |
| 10   | Macedonia del Norte | 56     |
| 11   | Israel              | 34     |
| 12   | Malta               | 21     |
| 12   | San Marino          | 21     |
| 14   | Rumanía             | 18     |
| 15   | Georgia             | 13     |
| 16   | Irlanda             | 12     |
| 17   | Montenegro          | 11     |
| 18   | Chipre              | 9      |

| Pos. | Televoto            | Puntos |
| ---- | ------------------- | ------ |
| 1    | Suecia              | 174    |
| 1    | Serbia              | 174    |
| 3    | República Checa     | 125    |
| 4    | Polonia             | 114    |
| 5    | Rumanía             | 100    |
| 6    | Finlandia           | 99     |
| 7    | Estonia             | 96     |
| 8    | Australia           | 74     |
| 9    | Chipre              | 54     |
| 10   | Bélgica             | 46     |
| 11   | Irlanda             | 35     |
| 12   | San Marino          | 29     |
| 13   | Israel              | 27     |
| 14   | Montenegro          | 22     |
| 15   | Macedonia del Norte | 20     |
| 15   | Malta               | 20     |
| 17   | Georgia             | 9      |
| 18   | Azerbaiyán          | 0      |

### Final
La final del Festival de la Canción de Eurovisión 2022 se celebró el 14 de mayo de 2022, (21:00 horas CEST). A la final llegaron 25 países, los cinco pertenecientes al «Big Five» (Alemania, España, Francia, Italia y Reino Unido) y los diez mejor puntuados en cada semifinal. Tuvieron derecho a voto los 40 países participantes en el concurso.
Tal como pasó en las semifinales, el orden de actuación fue decidido por los productores tras conocerse la identidad de los 20 semifinalistas clasificados y determinarse por azar en qué mitad de la gala actuarían junto a los finalistas directos (primera mitad, del 1-13; o segunda mitad, del 14-25). La oposición novena de Italia se conocía desde hacía algunos meses atrás. El orden del resto de los participantes fue anunciado durante la madrugada del viernes 13 de mayo.
El sistema de votación fue el mismo del año anterior. Cada país realiza dos votaciones, una exclusiva del jurado profesional, quien vota en el ensayo del día anterior, y otra hecha por el televoto. En ambas votaciones, los países entregan de 1 a 8, 10 y 12 puntos a los países más votados. La presentación de los votos se realiza por separado, en un principio se da a conocer la votación de los jurados, en la cual un portavoz de cada país se encarga de anunciar al país que recibió los 12 puntos mientras las otras puntuaciones aparecen en pantalla, sumándose automáticamente. Después, los puntajes que recibió cada finalista por televoto son revelados uno a uno, en orden ascendente conforme a la votación del jurado, iniciando con el último lugar en la clasificación del jurado y finalizando con el ganador de esta clasificación. De esta manera, se busca mantener el anuncio del ganador del festival hasta el final de la votación.
La votación del jurado supuso un mano a mano entre Reino Unido y Suecia, que se decantó por el primero con un total de 283 puntos y por 258 para la representante sueca. España con 231 puntos, Ucrania con 192 puntos y Portugal con 171 puntos también lograron desmarcarse del resto de los participantes, cerrando el Top 5 del jurado y llegando con opciones a la victoria antes de la revelación de las puntuaciones del televoto. La votación del público reveló una clara distancia entre los primeros puestos quienes recibieron puntajes exorbitantes y el resto de los participantes que recibieron pocos puntos.
Tras la votación, el grupo Kalush Orchestra, de Ucrania, fue declarado ganador con una sumatoria total de 631 puntos. El grupo había logrado destacar para los apostantes durante meses y se posicionaba primero en las casas de apuestas con gran diferencia respecto a los demás países. Su canción, «Stefania», se convirtió en la canción que más puntos recibió del televoto en la historia: 439, incluyendo 28 máximas puntuaciones y votos de todos países votantes. El segundo lugar fue para Sam Ryder de Reino Unido que, con su tema «Space Man», obtuvo 466 puntos, siendo el primer top 3 del país desde 2002. En tercer lugar se posicionó España con Chanel, que obtuvo 459 puntos, convirtiéndose en la mayor puntación jamás alcanzada por España, superando los 125 puntos de Mocedades de 1973 y siendo el primer top 3 para España desde 1995.
El top 5 fue completado por Cornelia Jakobs de Suecia y Konstrakta, representante de Serbia. En sexto lugar se posicionó el anfitrión, Italia, con el dúo formado por Mahmood y Blanco. El top 10 fue completado por, en ese orden, Moldavia con 253 puntos, Grecia con 215 puntos, Portugal con 209 y cerrando, en décima posición, Noruega con 182 puntos. Por el lado negativo, destacó el último lugar de Alemania con Malik Harris, y el bajo número de votos del televoto por el final de tabla.
| N.º | País            | Intérprete(s)                 | Canción                   | Lugar | Puntos |
| --- | --------------- | ----------------------------- | ------------------------- | ----- | ------ |
| 01  | República Checa | We Are Domi                   | «Lights Off»              | 22    | 38     |
| 02  | Rumania         | WRS                           | «Llámame»                 | 18    | 65     |
| 03  | Portugal        | Maro                          | «Saudade, Saudade»        | 9     | 207    |
| 04  | Finlandia       | The Rasmus                    | «Jezebel»                 | 21    | 38     |
| 05  | Suiza           | Marius Bear                   | «Boys Do Cry»             | 17    | 78     |
| 06  | Francia         | Alvan & Ahez                  | «Fulenn»                  | 24    | 17     |
| 07  | Noruega         | Subwoolfer                    | «Give That Wolf A Banana» | 10    | 182    |
| 08  | Armenia         | Rosa Linn                     | «Snap»                    | 20    | 61     |
| 09  | Italia          | Mahmood & Blanco              | «Brividi»                 | 6     | 268    |
| 10  | España          | Chanel                        | «SloMo»                   | 3     | 459    |
| 11  | Países Bajos    | S10                           | «De Diepte»               | 11    | 171    |
| 12  | Ucrania         | Kalush Orchestra              | «Stefania»                | 1     | 631    |
| 13  | Alemania        | Malik Harris                  | «Rockstars»               | 25    | 6      |
| 14  | Lituania        | Monika Liu                    | «Sentimentai»             | 14    | 128    |
| 15  | Azerbaiyán      | Nadir Rüstəmli                | «Fade To Black»           | 16    | 106    |
| 16  | Bélgica         | Jérémie Makiese               | «Miss you»                | 19    | 64     |
| 17  | Grecia          | Amanda Georgiadi Tenfjord     | «Die together»            | 8     | 215    |
| 18  | Islandia        | Systur                        | «Með hækkandi sól»        | 23    | 20     |
| 19  | Moldavia        | Zdob și Zdub & Frații Advahov | «Trenulețul»              | 7     | 253    |
| 20  | Suecia          | Cornelia Jakobs               | «Hold Me Closer»          | 4     | 438    |
| 21  | Australia       | Sheldon Riley                 | «Not the Same»            | 15    | 125    |
| 22  | Reino Unido     | Sam Ryder                     | «Space Man»               | 2     | 466    |
| 23  | Polonia         | Ochman                        | «River»                   | 12    | 151    |
| 24  | Serbia          | Konstrakta                    | «In Corpore Sano»         | 5     | 312    |
| 25  | Estonia         | Stefan                        | «Hope»                    | 13    | 141    |

#### Desglose de votación
| Pos. | País            | Puntos |
| ---- | --------------- | ------ |
| 1    | Reino Unido     | 283    |
| 2    | Suecia          | 258    |
| 3    | España          | 231    |
| 4    | Ucrania         | 192    |
| 5    | Portugal        | 171    |
| 6    | Italia          | 158    |
| 6    | Grecia          | 158    |
| 8    | Países Bajos    | 129    |
| 9    | Australia       | 123    |
| 10   | Azerbaiyán      | 103    |
| 11   | Serbia          | 87     |
| 12   | Suiza           | 78     |
| 13   | Bélgica         | 59     |
| 14   | Polonia         | 46     |
| 15   | Estonia         | 43     |
| 16   | Armenia         | 40     |
| 17   | Noruega         | 36     |
| 18   | Lituania        | 35     |
| 19   | República Checa | 33     |
| 20   | Moldavia        | 14     |
| 21   | Rumania         | 12     |
| 21   | Finlandia       | 12     |
| 23   | Islandia        | 10     |
| 24   | Francia         | 9      |
| 25   | Alemania        | 0      |

| Pos. | País            | Puntos |
| ---- | --------------- | ------ |
| 1    | Ucrania         | 439    |
| 2    | Moldavia        | 239    |
| 3    | España          | 228    |
| 4    | Serbia          | 225    |
| 5    | Reino Unido     | 183    |
| 6    | Suecia          | 180    |
| 7    | Noruega         | 146    |
| 8    | Italia          | 110    |
| 9    | Polonia         | 105    |
| 10   | Estonia         | 98     |
| 11   | Lituania        | 93     |
| 12   | Grecia          | 57     |
| 13   | Rumania         | 53     |
| 14   | Países Bajos    | 42     |
| 15   | Portugal        | 36     |
| 16   | Finlandia       | 26     |
| 17   | Armenia         | 21     |
| 18   | Islandia        | 10     |
| 19   | Francia         | 8      |
| 20   | Alemania        | 6      |
| 21   | República Checa | 5      |
| 21   | Bélgica         | 5      |
| 23   | Azerbaiyán      | 3      |
| 24   | Australia       | 2      |
| 25   | Suiza           | 0      |

#### Máximas puntuaciones

##### Jurado
| N. | A            | De                                                                                    |
| -- | ------------ | ------------------------------------------------------------------------------------- |
| 8  | España       | Armenia, Australia, Irlanda, Macedonia del Norte, Malta, Portugal, Suecia, San Marino |
| 8  | Reino Unido  | Alemania, Austria, Azerbaiyán, Bélgica, Francia, Georgia, República Checa, Ucrania    |
| 6  | Grecia       | Bulgaria, Chipre, Dinamarca, Noruega, Países Bajos, Suiza                             |
| 5  | Ucrania      | Letonia, Lituania, Moldavia, Polonia, Rumanía                                         |
| 5  | Suecia       | Estonia, Finlandia, Islandia, Israel, Reino Unido                                     |
| 3  | Azerbaiyán   | España, Grecia, Serbia                                                                |
| 2  | Italia       | Albania, Eslovenia                                                                    |
| 2  | Serbia       | Croacia, Montenegro                                                                   |
| 1  | Países Bajos | Italia                                                                                |

##### Televoto
| N. | A           | De |
| -- | ----------- | --- |
| 28 | Ucrania     | Alemania, Australia, Austria, Azerbaiyán, Bélgica, Bulgaria, Chipre, Dinamarca, España, Estonia, Finlandia, Francia, Georgia, Irlanda, Islandia, Israel, Italia, Letonia, Lituania, Moldavia, Noruega, Países Bajos, Polonia, Portugal, Reino Unido, República Checa, San Marino, Suecia |
| 5  | Serbia      | Croacia, Eslovenia, Macedonia del Norte, Montenegro, Suiza |
| 2  | Moldavia    | Rumania, Serbia |
| 1  | España      | Grecia |
| 1  | Estonia     | Armenia |
| 1  | Grecia      | Albania |
| 1  | Polonia     | Ucrania |
| 1  | Reino Unido | Malta |

## Otros países

### Miembros activos de la UER
- Andorra (RTVA): En noviembre de 2019, Demócratas por Andorra, el partido gobernante de Andorra, declaró que el país finalmente regresaría al festival, con una evaluación de costos como requisito previo.[84] Susanne Georgi, la representante de Andorra de 2009, declaró en mayo de 2020 que había obtenido los fondos necesarios para el regreso del país.[85] Más tarde ese año, el 1 de agosto de 2020, Georgi explicó en el podcast del sitio web de fans de Eurovisión Wiwibloggs que había mantenido una reunión con el primer ministro de Andorra, Xavier Espot Zamora, en la que acordaron verbalmente hacer una devolución de los fondos en 2022 (ya que no querían participar en las circunstancias de la pandemia de COVID-19). Sin embargo, el 19 de junio, la emisora andorrana RTVA declaró que el principado no volvería al concurso de 2022.[86]

- Bosnia y Herzegovina (BHRT): El 24 de junio de 2021, después de su sanción económica por la UER y de no haberse aún concluido, anunció que es poco probable que regrese al concurso, ya que la financiación y costos para el festival son por el momento inviables para BHRT.[87] El 12 de octubre de 2021, BHRT confirmó que Bosnia y Herzegovina no regresaría en 2022.[88]

- Escocia (STV): Tras la celebración de la anterior edición, el secretario de relaciones exteriores del Partido Nacional Escocés y diputado del parlamento escocés, Alyn Smith, declaró que tenían el deseo de que Escocia participase de manera independiente al Reino Unido, cargando contra la BBC y su manera de gestionar el festival.[89] La UER, ante este mensaje, comunicó que esto es por el momento imposible, ya que la BBC es responsable de postularse al festival representando a todo el Reino Unido.[90]

- Eslovaquia (RTVS): El 18 de junio de 2021, decidieron de nuevo no participar en el concurso, ya que RTVS no tiene el interés de regresar, declaró una portavoz de la radiodifusora. Su última participación fue en 2012, cuando Max Jason Mai representó a Eslovaquia con la canción “Don’t Close your Eyes”.[91]

- Hungría (MTVA): El 11 de octubre de 2021, MTVA publicó el libro de reglas para la edición de 2022 de A Dal, que se había utilizado como el proceso de selección nacional entre 2012 y 2019. El libro de reglas no mencionaba Eurovisión y también incluía reglas de presentación de canciones que violaban las reglas estándar de Eurovisión, por lo que A Dal no era apto para la selección nacional húngara.[92]

- Luxemburgo (RTL): El 17 de agosto de 2021, RTL Télé Lëtzebuerg confirmó que Luxemburgo no participaría en 2022.[93]

- Marruecos (SNRT): Tras la firma del tratado de paz entre Israel y Marruecos el 10 de diciembre de 2020, la participación de Marruecos en Eurovisión es posible.[94][95] Eran Sikurel, político y presentador de radio de la Corporación de Televisión Israelí (IPBC), pidió a la emisora marroquí SNRT que regresara al concurso en su cuenta de Twitter, pero no se recibió respuesta.[96]

- Mónaco (TMC): El 30 de agosto de 2021, la emisora monegasca TMC confirmó que el país no participaría en 2022.[97]

- Turquía (TRT): El 19 de junio de 2021, İbrahim Eren, director general de TRT, declaró que habían comenzado las discusiones entre la UER y la emisora sobre el Festival de la Canción de Eurovisión.[98] Sin embargo, el 20 de octubre de 2021 Turquía no figuró dentro de la lista de participantes para el certamen.

### Miembros asociados de la UER
- Kazajistán (Agencia Khabar): Kazajistán ya participa en el Festival de la Canción de Eurovisión Junior desde su debut en 2018. La emisora nacional de Kazajistán Khabar ha estado transmitiendo el Festival de la Canción de Eurovisión desde 2012. Como miembro asociado de la UER, la Agencia Khabar debe ser invitada por la UER y aprobada por el grupo de referencia del concurso de canciones para participar en cualquier evento de Eurovisión, siguiendo el mismo proceso que ha hecho la SBS de Australia en el pasado.[99] Sin embargo, por el momento, las invitaciones de Kazajistán solo se han limitado a la edición infantil del concurso.

### Países no miembros de la UER
- Bielorrusia (BTRC): El 28 de mayo de 2021, la UER propuso suspender la membresía de la emisora bielorrusa BRTC, lo que haría imposible la participación en el Festival de Eurovisión, y tuvo dos semanas para responder antes de que la suspensión entrase en vigencia.[100] Desde el 1 de julio de 2021 dicha suspensión es efectiva, y ya no forma parte de la organización, por lo que la radiodifusora bielorrusa BTRC no podrá participar en los próximos festivales.

- Liechtenstein (1 FLTV): En agosto de 2021, la emisora de Liechtenstein 1 FLTV anunció que no debutarían en 2022. La emisora había intentado convertirse en miembro de la UER en el pasado, pero detuvo sus planes cuando su director, Peter Kölbel, falleció inesperadamente. También necesitaría el respaldo del gobierno de Liechtenstein para poder asumir el costo de convertirse en miembro de la UER y pagar la tarifa de participación para el concurso.[101]

- Rusia (VGTRK/C1R): A pesar de haber confirmado inicialmente su participación en el concurso, el 25 de febrero de 2022, luego de la invasión rusa de Ucrania de 2022 y el aumento de las protestas de otros países participantes, la EBU anunció que Rusia sería excluida del festival de 2022. El día siguiente, las radiodifusoras rusas VGTRK y Piervy Kanal suspendieron su membresía en la UER, lo que imposibilitó la participación en futuras ediciones del evento.[102]

## Incidentes

### Crisis ruso-ucraniana

#### Candidatura ucraniana
En plena escalada bélica contra Rusia, se les dio mira a los candidatos del Vidbir, que pretendían representar a Ucrania en el Festival de la Canción de Eurovisión 2022, por posibles vinculaciones o afinidades con el país contrario. Alina Pash, quien fue proclamada candidata a representar a Ucrania en dicho concurso el 12 de febrero con la canción «Tini zabutych predkiv (Shadows of Forgotten Ancestors)», se le acusó de haber realizado una actuación privada dentro de Crimea y corría el rumor de una posible falsificación de documentos para ingresar de forma legal, por lo que se puso en jaque su victoria y corría el riesgo de ser descalificada. Finalmente, Alina Pash rechazó ser la representante de Ucrania el 16 de febrero de 2022.

#### Descalificación de Rusia
A raíz de la invasión rusa de Ucrania de 2022, que comenzó el 24 de febrero, la Compañía Nacional de Radiodifusión Pública de Ucrania hizo un llamamiento para suspender del sindicato a las emisoras rusas miembros de la UER, VGTRK y Piervy Kanal. El llamamiento alegó que desde el comienzo de la intervención militar rusa en Ucrania en 2014, VGTRK y Piervy Kanal han sido portavoces del gobierno ruso y una herramienta clave de propaganda política financiada con el presupuesto estatal ruso. La UER declaró inicialmente que tanto Rusia como Ucrania aún podrían participar en el concurso, citando la naturaleza apolítica del evento.
Varias emisoras expresaron su preocupación por la decisión y emitieron comunicados pidiendo la eliminación de Rusia del festival. Además de UA:PBC de Ucrania, las emisoras de otros nueve países solicitaron a la UER que cambiara la decisión: DR de Dinamarca, ERR de Estonia, Yle de Finlandia, RÚV de Islandia, LRT de Lituania, AVROTROS de Países Bajos, NRK de Noruega, TVP de Polonia y SVT de Suecia. Yle también declaró que retiraría su participación si Rusia no era excluida del concurso. Esto fue seguido por un anuncio similar de ERR. Los representantes letones Citi Zēni también instaron a la UER a reconsiderar la participación rusa. El 25 de febrero de 2022, la UER anunció finalmente que Rusia no competiría en el festival, afirmando que «a la luz de la crisis sin precedentes en Ucrania, la inclusión de una entrada rusa en el Concurso de este año desacreditaría la competencia».
Ciberataques prorrusos
El 11 de mayo de 2022, el grupo de piratas informáticos prorruso Killnet llevó a cabo un ataque contra numerosos sitios web institucionales italianos, incluidos los del Ministerio de Defensa, el Senado, el Instituto Nacional de Salud y el Automobile Club d'Italia. Más tarde se reveló que el sitio web oficial del Festival de la Canción de Eurovisión estaba entre los atacados, además de la misma plataforma en la que se basa el sistema de votación del concurso. El ataque finalmente fracasó y no hubo interrupciones ni en el sitio web ni en la plataforma de votación.

### Mal funcionamiento del escenario
Durante el primer día de ensayos en Turín el 30 de abril de 2022, los periódicos italianos La Repubblica y La Stampa informaron de dificultades técnicas con el componente del «sol cinético» del escenario, ya que sus arcos no podían moverse tan libremente como se esperaba. Los periódicos también informaron que el mal funcionamiento no pudo solucionarse por completo a tiempo para los espectáculos en vivo. Varias delegaciones, entre ellas las de Bélgica, Dinamarca, Estonia, Finlandia y Lituania, se vieron obligadas a revisar sus planes de preparación, habiendo sido informadas del mal funcionamiento unos días antes.
La Stampa informó al día siguiente que se había llegado a un compromiso, en el que los arcos permanecerían estáticos para las actuaciones de todos los países, mientras que para los actos de apertura y de intervalo se permitiría que los arcos se movieran dinámicamente. Esto fue confirmado más tarde por la UER en un comunicado emitido a la emisora danesa el 2 de mayo.

### Posible retirada de Israel
La emisora pública israelí IPBC declaró que Israel podría no competir en el Festival de la Canción de Eurovisión 2022, ya que no se podía garantizar la seguridad para la delegación. Esto se debió a que los trabajadores del GSS, el servicio de seguridad israelí, estaban en huelga, por lo que la organización afirmó que no podían proporcionar personas para acompañar a la delegación en Turín. La emisora israelí declaró: «no podemos responsabilizarnos de la seguridad de la delegación sin seguridad en nombre del Estado de Israel». Un portavoz de la emisora declaró más tarde que se estaban considerando todas las opciones, incluido el posible uso de la actuación pregrabada que la UER solicitó a cada país. Finalmente, el 29 de abril se confirmó que Israel sí participaría en el festival de Turín.

### Posible retirada de Macedonia del Norte
En la tarde del 8 de mayo, durante la ceremonia de apertura, la representante de Macedonia del Norte lanzó una bandera al suelo antes de posar para una foto. El acto fue calificado de «comportamiento escandaloso», falta de respeto al símbolo nacional y añadió que podría estar penado por ley. La televisión pública macedonia MRT exigió una disculpa por parte de Andrea y anunció serias repercusiones para toda la delegación, hasta el punto de plantearse la posibilidad de retirarse del concurso. Esto último era poco probable ya que no se quería causar más daño al propio ente público por la inversión económica que se había hecho hasta el momento.
Por su parte, Andrea se disculpó en la televisión, asegurando que había lucido con orgullo los colores macedonios durante todo el periodo eurovisivo y que lanzó la bandera hacia el suelo simplemente porque no había nadie cerca para dársela. Añadió que esperaba que su participación siguiera adelante, ya que no tenía mala intención y que confiaba en poder terminar su experiencia en el Festival hasta el final.
La Junta Editorial de la cadena pública añadió en el comunicado que el nivel de publicidad negativa y la respuesta de las redes les está haciendo considerar la posibilidad de la retirada de la MRT del próximo Festival de la Canción de Eurovisión.
Finalmente, la participación de Macedonia del Norte en el Festival de 2022 siguió su curso, hasta su eliminación en la segunda semifinal, celebrada el 12 de mayo, quedando en incógnita su participación en el próximo Festival de 2023.

### Problemas de voto del jurado
En un comunicado emitido durante la transmisión de la final, la UER reveló que durante la presentación del jurado de la segunda semifinal el 11 de mayo de 2022, seis jurados nacionales, los de Azerbaiyán, Georgia, Montenegro, Polonia, Rumanía y San Marino, se descubrió que tenían patrones de votación irregulares. Como resultado, estos seis países recibieron resultados sustitutos para la segunda semifinal y la final en función de países con patrones de votación similares, según lo determinado por los bombos en los que se colocaron los países para el sorteo de asignación de semifinales en enero.  Las emisoras belgas VRT y RTBF informaron más tarde que los jurados de los países involucrados habían llegado a acuerdos para votarse entre ellos.
Durante el anuncio de los votos del jurado en la final, Martin Österdahl, supervisor ejecutivo del concurso, anunció los votos de Azerbaiyán, Rumanía y Georgia. Se afirmó que esto se debió a dificultades técnicas para establecer la conexión con los portavoces designados de esos países. Los portavoces que los habrían anunciado fueron Narmin Salmanova, Eda Marcus y Helen Kalandadze, respectivamente.
El día después de la final, la emisora rumana TVR acusó a la UER de «cambiar las reglas» y solicitó más aclaraciones sobre el incidente. En su decisión original, el jurado rumano otorgó 12 puntos a Moldavia. La emisora georgiana GPB y la emisora azerbaiyana İTV también solicitaron una declaración más detallada sobre los temas de votación del jurado, revelando que los 12 puntos de sus jurados se otorgaron originalmente a Ucrania. La emisora montenegrina RTCG también solicitó más aclaraciones sobre el tema. Además, TVR e İTV afirmaron que no se produjeron dificultades técnicas durante el segmento de votación del jurado de la final.
El 19 de mayo, la UER emitió un comunicado explicando lo sucedido. El socio de votación independiente de la UER detectó un patrón irregular en las puntuaciones otorgadas por los jurados de seis países participantes en la segunda semifinal: Azebaiyán, Georgia, Montenegro, Polonia, Rumanía y San Marino. Se observó que cuatro de los seis jurados colocaron a los otros cinco países en su top-5; todos los miembros de uno de los jurados pusieron a los mismos 5 países en su top-6; y el último jurado puso a cuatro de los seis países en su top-4 y al otro en su top-7. Cuatro de estos seis países recibieron al menos una máxima valoración de 12 puntos.
Este patrón en cuestión fue detectado irregular por el pan-European Voting Partner y reconocido por el Independent Voting Monitor, ya que cinco de estos seis países fueron valorados por debajo de la octava posición por los jurados de los otros quince países que votaron en esa semifinal, incluyendo a tres del Big Five: Alemania, España y Reino Unido. Además, cuatro de los seis países implicados habrían ocupado las seis últimas posiciones de los votos del jurado, eliminando los puntos otorgados por ellos mismos. No hay precedentes de una irregularidad así en el patrón de votación del jurado en la historia del Festival.
Como está estipulado en las reglas y en las instrucciones oficiales del Festival de la Canción de Eurovisión, si los votos de los jurados nacionales presentaran patrones irregulares, el Supervisor Ejecutivo de Eurovisión puede eliminar los votos correspondientes a los jurados involucrados y reemplazarlos por un resultado agregado sustitutivo calculado automáticamente, para determinar la puntuación final otorgada por el jurado de esos países.
Dada la naturaleza sin precedentes de la irregularidad detectada en la segunda semifinal, la UER, en consulta con el pan-European Voting Partner y el Independent Voting Monitor, decidió, de acuerdo con las instrucciones de votación del concurso, ejercer su derecho a eliminar los votos emitidos por los seis jurados en cuestión a partir de la asignación de clasificación en la Gran Final para preservar la integridad del sistema de votación. En consecuencia, se siguió el mismo procedimiento y se utilizó el resultado agregado sustituto calculado automáticamente para determinar los resultados finales del jurado de los seis países implicados en la Gran Final.
La UER aseguró que mantendría los resultados finales tanto de la segunda semifinal, como de la Gran Final.

## Álbum oficial
Como cada año desde 2000, la Unión Europea de Radiodifusión editó el disco oficial del festival (Eurovision Song Contest: Turin 2022) en plataformas digitales, CD y vinilo. Fue lanzado el 22 de abril e incluye, en dos discos, todas las canciones participantes. Consiguió el número uno en la lista de ventas de Reino Unido, Alemania, Suiza y Países Bajos en otros.